# IUPAC knjige
IUPAC knjige sadrže kompletnu listu definicija određenih od IUPAC-a (Internacionalna unija za čistu i primenjenu hemiju). Takođe se nazivaju i 'obojene knjige' (eng. color books). Postoji sedam, odnosno osam ovih knjiga: Zlatna, Zelena, Plava, Ljubicasta, Narandzasta, Bela, Crvena. Takodje postoji i Srebrna knjiga. Postoje kako u papirnom, tako i u elektronskom izdanju.

### Plava knjiga
Nomenklatura organske hemije, poznatija kao Plava knjiga, daje preporuke i standarde za imenovanje organskih jedinjenja. Prvo izdanje objavljeno je 1979. godine, dopunjeno je 1993. godine, i od tada se upotpunjuje i pisu se nova izdanja. Poslednje je izdato u decembru 2013. godine, i dostupno je i u elektronskom izdanju.

### Zlatna knjiga
Hemijska terminologija, odnosno Zlatna knjiga, objasnjava neke termine, simbole i jedinice, i objedinjuje definicije (termine) iz ostalih Obojenih knjiga. U Zlatnoj knjizi nalazi se skoro 7000 termina sa definicijama, pokrivajuci veliku oblast hemije.
Ime je dobila po Viktoru Goldu, koji je zapoceo rad na prvom izdanju. Dostupna je u elektronskom obliku.

### Zelena knjiga
Mere, jedinice i simboli u fizickoj hemiji, to jest Zelena knjiga, daje uvid u najvaznije konstante, podatke i nomenklaturu fizičke hemije. Zelena knjiga je nastala od 'Vodic o simbolima i terminologija za fizičkohemijske mere i jedinice'. Treće izdanje objavljeno je u avgustu 2007. godine. Postoji u elektronskom izdanju.